# 肺胞マクロファージ
肺胞マクロファージ（はいほうまくろふぁーじ、英: alveolar macrophage 
）は、白血球の1種であり、肺胞上皮に沈着した粒子状物質を貪食する役割を持つ。

## 概要
肺胞マクロファージは白血球の一つで肺胞に侵入した大気中にある粒子状物質やたばこ煙、呼吸器内に侵入した微生物を、細胞骨格を形成するアクチンが働かせ、肺胞マクロファージ自体の細胞膜を粒子に沿わせ伸展することにより粒子を細胞内に取り込み呼吸器を守る役割を持つ。この、肺胞マクロファージの機能が低下すると、肺における細菌等の除去効力が低下し感染病になりやすくなる。